# بیسموت(III) اکسید
اکسید بیسموت(III) (به انگلیسی: Bismuth(III) oxide) با فرمول شیمیایی Bi۲O۳ یک ترکیب شیمیایی است. که جرم مولی آن 465.96 g/mol می‌باشد. شکل ظاهری این ترکیب، پودر یا بلورهای زرد است.